# Fernando Luiz Roza
Fernando Luiz Roza, més conegut com a Fernandinho (en portuguès brasiler: [feʁnɐdʒĩju]), (Londrina, 4 de maig de 1985) és un futbolista brasiler que juga a l'Atlético Paranaense.
El 7 de maig de 2014 el seleccionador brasiler Luiz Felipe Scolari el va incloure a la llista final de 23 jugadors que representaran el Brasil a la Copa del Món de Futbol de 2014.

## Carrera de club
Fernandinho va començar la seva carrera al Atlético Paranaense. Va disputar 72 partits amb el club, marcant 14 gols, abans de traslladar-se al club ucraïnès Shakhtar Donetsk per una tarifa d'aproximadament 7 milions de lliures.

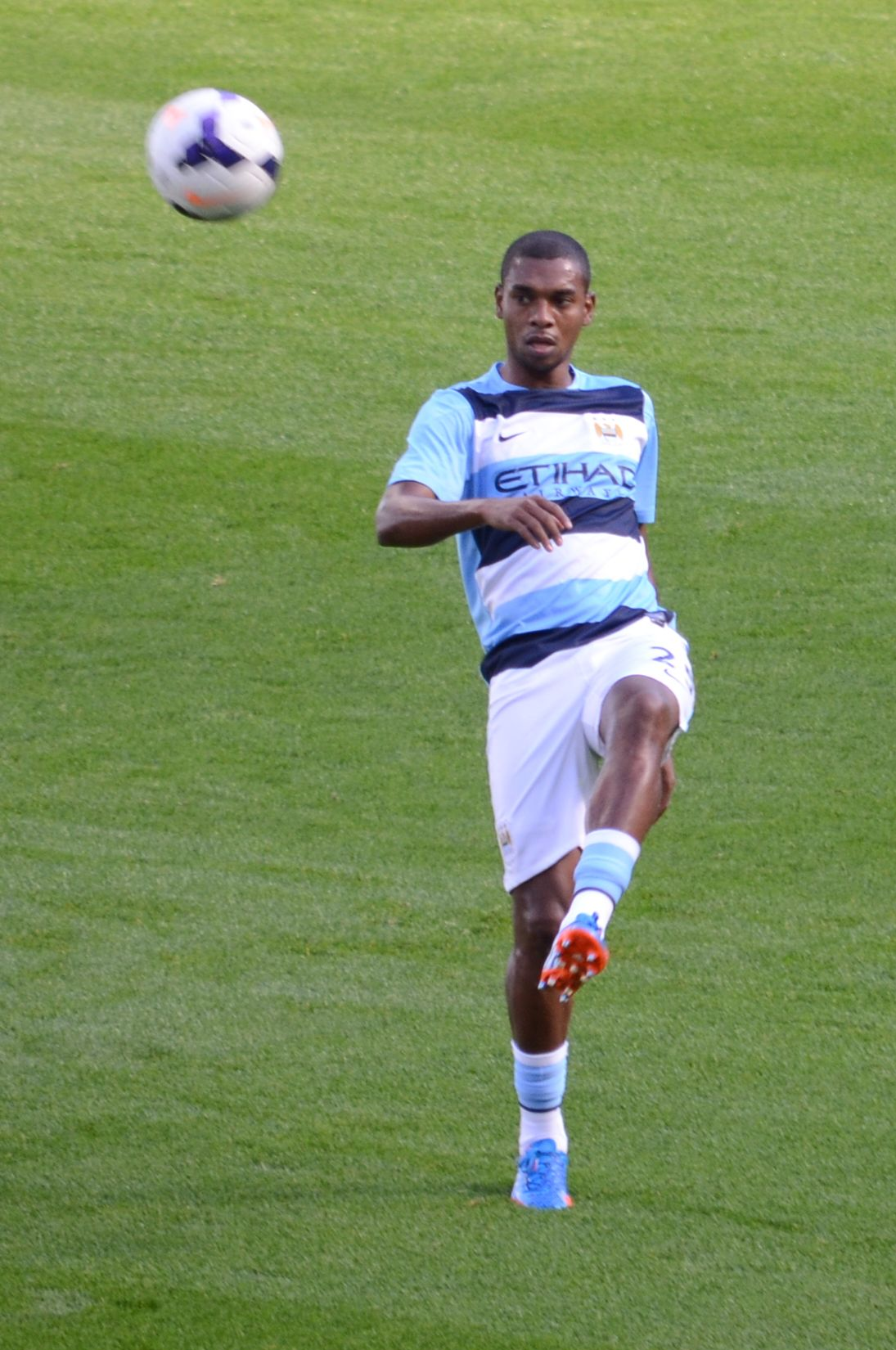
Fernandinho jugant per al Manchester City al setembre de 2013

El 6 de juny de 2013, Fernandinho es va convertir en el primer fitxatge de l'estiu del Manchester City per una tarifa de 34 milions de lliures. El 12 d’abril, Fernandinho va anunciar que deixaria el Manchester City al final de la temporada.
El 28 de juny de 2022, Fernandinho va tornar al Athletico Paranaense.

## Palmarès
Clube Atlético Paranaense
- 2 Campionats paranaense: 2005, 2023

Shakhtar Donetsk
- 1 Lliga Europa de la UEFA: 2008-09
- 6 Lligues Supremes: 2005-06, 2007-08, 2009-10, 2010-11, 2011-12, 2012-13
- 4 Copes ucraïneses: 2007-08, 2010-11, 2011-12, 2012-13
- 3 Supercopa ucraïneses: 2008, 2010, 2012

Manchester City
- 5 FA Premier League: 2013-14, 2017-18, 2018-19, 2020-21, 2021-22
- 1 Copa anglesa 2018-19
- 6 Copes de la lliga anglesa: 2013-14, 2015-16, 2017-18, 2018-19, 2019-20, 2020-21
- 1 Community Shield: 2018

Selecció brasilera
- 1 Copa Amèrica: 2019
- 1 Copa del Món sub-20: 2003